# Козловский, Михаил Иванович
Михаи́л Ива́нович Козло́вский (26 октября [6 ноября] 1753, Санкт-Петербург, Российская империя — 18 [30] сентября 1802, там же) — русский скульптор и рисовальщик, один из первых и наиболее значимых представителей классицистической школы второй половины XVIII века, творчество которого тесно связано с просветительской философией. Академик (с 1794; ассоциированный член — «назначенный» с 1782) и профессор (с 1799) Императорской Академии художеств.

## Биография
Родился в 1753 году в семье флотского трубача. Получил воспитание в Императорской Академии художеств, в которой его ближайшими наставниками были профессора Н. Ф. Жилле и А. П. Лосенко. Получал медали Академии художеств: большая серебряная (1771), малая золотая (1772), большая серебряная и большая золотая (1773). Был выпущен художником скульптуры с аттестатом 1-й степени со шпагой.
По окончании курса (1773), став пенсионером академии, был отправлен в Рим (с 1774 по 1779 год) и в Париж (с 1779 по 1780 год).
Вернувшись в Россию в 1782 году, за скульптурную группу «Юпитер с Ганимедом», вылепленную за границей, был признан «назначенным в академики». C 1788 по 1797 год находился снова в Париже, где ему было поручено надзирать за пенсионерами, отправленными туда академией художеств. В 1794 году возведён в звание академика, как художник, уже доказавший свою талантливость и познания предшествовавшими трудами, а вслед за тем повышен и в звание профессора. С 1794 года до конца своей жизни преподавал скульптуру в академии. Умер в 1802 году.
Среди учеников Козловского наиболее известны С. С. Пименов, В. И. Демут-Малиновский.

## Произведения
- «Амур, вынимающий стрелу из своего колчана» (Амур-Гарпократ), мрамор (1797, Третьяковская галерея; Эрмитаж; Русский музей)
- «Аякс с телом Патрокла», мрамор (1790-е, Русский музей)
- Рельеф «Бахус видит Ариадну, задремавшую на острове Наксос», терракота (1780, ГТГ)
- «Бдение Александра Македонского», мрамор (1780-е, Русский музей)
- «Геркулес на коне», бронза (1799, Русский музей; ГМЗ «Павловск»)
- «Гименей», мраморная статуя, исполненная по случаю бракосочетания цесаревича Константина Павловича
- «Девочка с бабочкой», мрамор (Русский музей)
- «Екатерина II образе Фемиды» (1796, мрамор, Русский музей; 1810-е, гипс, ГМЗ «Архангельское»)
- «Мальчик, сидящий на скале», мрамор (1800, ГМЗ «Павловск»)
- Памятник Мелиссино Петру Ивановичу (1726—1797). (1800, Петербург)
- «Минерва и гений художеств», бронза (1796, ГРМ)
- «Нарцисс», мрамор (ок. 1800, ГРМ)
- «Поликрат», гипс (1790, Русский музей)
- Барельефы «Возвращение Регула в Карфаген» и «Камилл, избавляющий Рим от галлов» (1787, Мраморный дворец).
- Статуя «Самсон, раздирающий пасть льву», украшающая главный Петергофский фонтан (1800—1802, золочёная бронза; похищена в годы Великой Отечественной войны, воссоздана в 1947 году скульптором В. Л. Симоновым)
- «Сидящая девочка», мрамор (Эрмитаж)
- Памятник Суворову (Санкт-Петербург) (1799—1801, бронза) на Суворовской площади в Санкт-Петербурге. Многочисленные модели этого памятника (ГТГ, ГРМ, Эрмитаж, Музей Суворова, Государственный музей городской скульптуры)
- Памятник Строгановой (урожд. княжне Урусовой) Софье Александровне (1779—1801) (1802, Петербург)
- «Пастушок с зайцем (Аполлон / Юноша с убитым зайцем.)», (1789, бронза, ГТГ; мрамор, ГМЗ «Павловск»). Гипсовые отливы: Ивановский областной худ. музей; Пермская государственная художественная галерея; Челябинский государственный музей изобразительных искусств; Нижегородский государственный художественный музей, Новосибирский государственный художественный музей, Астраханская государственная картинная галерея имени П. М. Догадина, Музейный комплекс имени Ивана Яковлевича Словцова
- «Спящий Амур», мрамор (1792, Русский музей), «Спящий Амур с палицей Геркулеса», мрамор (1792, ГМЗ «Павловск»)
- «Филоктет» (до атрибуции — «Раненый Ахилл»), мрамор (1789, ГРМ)
- «Яков Долгорукий, разрывающий царский указ», мрамор (1797, Третьяковская галерея)

- Скульптура Самсона в центральном фонтане парка Петергоф
- Памятник А. В. Суворову на Суворовской площади в Санкт-Петербурге
- «Амур», 1797, ГТГ
- «Яков Долгорукий, сжигающий царский указ». 1796. ГТГ
- Аякс защищает тело Патрокла. ГРМ
- Поликрат. ГРМ

## Адреса в Санкт-Петербурге
1793 — 18.09.1802 года — 1-я линия, 16.

## Могила
Первоначально скульптор был похоронен на Смоленском православном кладбище. В 1931 году захоронение и надгробие работы В. И. Демут-Малиновского были перенесены в Александро-Невскую лавру на Лазаревское кладбище (IV уч.).
| |  |
| Слева направо: Могила М. И. Козловского на Лазаревском кладбище Александро-Невской лавры в Санкт-Петербурге, Могила М. И. Козловского на Лазаревском кладбище Александро-Невской лавры в Санкт-Петербурге - другой ракурс |  |